# Эспиньясу: Алто-Жекитиньонья — Серра-ду-Кабрал
Эспиньясу: Алто-Жекитиньонья — Серра-ду-Кабрал, или просто Мозаика Эспиньясу (порт. Mosaico do Espinhaço: Alto Jequitinhonha — Serra do Cabral) — природоохранный комплекс в Бразилии, в штате Минас-Жерайс.

## Описание
Горный хребет Серра-ду-Эспиньясу простирается на 1200 км от «железного четырёхугольника» на юге (южно-центральная часть штата Минас-Жерайс) до региона Шапада-Диамантина (штат Баия) на севере. Горы расположены в экорегионе серрадо на западе, атлантических лесов на востоке и каатинги на севере. Высокогорные области охватывают скалистые луга — экосистемы с высоким биоразнообразием. В 2005 году ЮНЕСКО признала значительную часть цепи Эспиньясу в качестве биосферного заповедника.
Мозика Эспиньясу занимает площадь 9100 км² (910 000 га), включая природоохранные единицы и буферные зоны. В её состав входят 7 полностью защищённых заповедников и 3 территории устойчивого природопользования в 14 муниципалитетах: Итамарандиба, Сенадор-Модестину-Гонсалвис, Сан-Гонсалу-ду-Риу-Прету, Фелисиу-дус-Сантус, Риу-Вермелью, Коту-ди-Магальяйнс-ди-Минас, Санту-Антониу-ду-Итамбе, Серра-Азул-ди-Минас, Серру, Диамантина, Буэнополис, Жуакин-Фелисиу, Бокаюва и Ольюс-д’Агуа.
Первые предложения о наилучшем сохранении экосистем в Серра-ду-Эспиньясу были выдвинуты в конце 2007 года. Официальная деятельность, координируемая несколькими организациями, в том числе Институтом по сохранению биоразнообразия имени Чико Мендеса, началась в апреле 2008 года. Природоохранный комплекс признан декретом № 444 от 26 ноября 2010 года, вместе с ним создан и управляющий совет. В состав совета входят представители государственных органов и гражданских организаций. Управление осуществляет Институт по сохранению биоразнообразия имени Чико Мендеса.

## Состав
В состав природоохранного комплекса входят следующие заповедные территории:
| Название           | Категория                                                   | Уровень       | Год создания | Площадь, км² |
| ------------------ | ----------------------------------------------------------- | ------------- | ------------ | ------------ |
| Агуа-дас-Вертентес | Природоохранный ландшафт (порт. Área de proteção ambiental) | Региональный  | 1998         | 763,1        |
| Бирибири           | Региональный парк (порт. Parque Estadual)                   | Региональный  | 1998         | 170          |
| Мата-дус-Аусентес  | Экологическая станция (порт. Estação Ecológica)             | Региональный  | 1974         | 4,98         |
| Пик Итамбе         | Региональный парк (порт. Parque Estadual)                   | Региональный  | 1998         | 46,96        |
| Риу-Мансу          | Природоохранный ландшафт (порт. Área de proteção ambiental) | Муниципальный | 1998         | 73,31        |
| Риу-Прету          | Региональный парк (порт. Parque Estadual)                   | Региональный  | 1994         | 107,5        |
| Семпре-Вивас       | Национальный парк (порт. Parque Nacional)                   | Национальный  | 2002         | 1241         |
| Серра-ду-Кабрал    | Региональный парк (порт. Parque Estadual)                   | Региональный  | 2005         | 224,94       |
| Серра-Негра        | Региональный парк (порт. Parque Estadual)                   | Региональный  | 1998         | 136,54       |
| Фелисиу            | Природоохранный ландшафт (порт. Área de proteção ambiental) | Муниципальный |              | 114,76       |